# Playa de San Lorenzo (strand i Spanien, Asturien)
Playa de San Lorenzo är en strand i Spanien.   Den ligger i provinsen Province of Asturias och regionen Asturien, i den norra delen av landet, 400 km norr om huvudstaden Madrid.